# Hans Sperre jr.
Hans Sperre jr. (født 13. september 1967 i Sandefjord) er en norsk badmintonspiller. Han repræsenterer Sandefjord Badmintonklubb, og har 16 kongepokaler i badminton, og vandt 14 af dem i perioden fra 1986 til 1998, 2002, og efter hans comeback i 2007.
Han deltog under sommer-OL for Norge i 1992 i Barcelona med en 33. plads i badminton.
Hans Sperre jr. er søn af Hans Sperre som også har vundet en række kongepokaler. Senior har vundet hele 56 norske mesterskaber – fordelt på syv i junior- og 49 i seniorklassen, hvoraf 10 titler er i herresinglen.[kilde mangler]